# Fushun
Fushun is een stad in de gelijknamige prefectuur in het noordoosten van de noordoostelijke provincie Liaoning, Volksrepubliek China. Bij de volkstelling van 2020 had de stad 1.228.890 inwoners, de gehele prefectuur had 1.861.372 inwoners. In het westen is de stad vastgegroeid aan de metropool Shenyang.

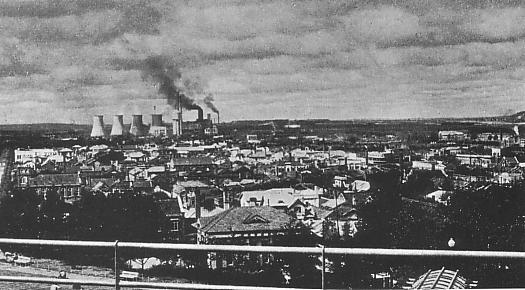
Uitzicht op Fushun in 1940

Fushun is een industriestad gericht op brandstoffen, energie en grondstoffen en richt zich de laatste tijd meer op de textiel- en elektronica-industrie. De stad is met Shenyang en Dalian verbonden door een spoorlijn. Nabij de stad ligt de dagbouwmijn 'Magnificent West' die met een omvang van 6 bij 2,2 kilometer een van de grootste ter wereld is en in gebruik is sinds (ongeveer) de 12e eeuw. Er bevindt zich verder een grote aluminium-redoxfabriek, auto-, machine-, chemische, cement- en rubberfabrieken. De staalgroep Jianlong Group heeft er een grote langstaalfabriek en ook Fushun Special Steel, een onderdeel van de Dongbei Special Steel-groep, is er gevestigd.
De stad is bezet geweest door het Russische Rijk tot 1905 en vervolgens tot 1945 door het Japanse Keizerrijk.

## Bezienswaardigheden
- Ring van het leven, wolkenkrabber

## Geboren
- Wang Nan (1978), tafeltennisster
- Jia Zongyang (1991), freestyleskiër
- Han Tianyu (1996), shorttracker